# 日暮雅信
日暮 雅信（ひぐらし まさのぶ、1927年9月3日 - 2003年3月11日）は千葉県出身の作曲家。

## 略歴
東京府立第一商業学校（現、東京都立第一商業高等学校）の吹奏楽部でフルートを演奏。中央大学経済学部に進学、進駐軍キャンプでジャズを演奏していた。同大学を卒業後の1952年、バンド「日暮雅信とブルーキューバン」を結成、クラブやNHKの音楽番組に出演。1956年にバンドを解散、作曲活動に専念することになる。
1961年、「管弦楽のための二つの祈り」で毎日音楽コンクール管弦楽部門に入選。以降、管弦楽、室内楽、声楽、舞踏音楽などの分野で活躍するほか、映像作品の音楽も手掛けた。また、楽器の入門書も数多く執筆している。
宮城教育大学の教授や聖徳大学短期大学部音楽学部の講師も務めていた。

## 音楽担当作品

### テレビ
- 新日本紀行（1963年）
- ガッツジュン（1971年）
- シルバー仮面（1971年）
- ゲンコツの海（1973年）
- ウルトラマンタロウ（1973年）
- 日曜恐怖シリーズ『悲しみの山荘』（1979年）

### 映画
- 光の技術（1961年）
- 衛星通信（1964年）
- 夜の片鱗（1964年）
- ぜったい多数（1965年）
- スパイ（1965年）
- にせ刑事（1967年）
- 日本暴力団 組長（1969年）
- 必殺博奕打ち（1969年）
- 日本暴力団 組長と刺客（1969年）
- 暴力団再武装（1971年）
- 博徒斬り込み隊（1971年）
- ギャング対ギャング 赤と黒のブルース（1972年）
- やくざと抗争（1972年）
- やくざと抗争 実録安藤組（1973年）
- 実録 私設銀座警察（1973年）
- 実録安藤組 襲撃篇（1973年）

## CD
- ウルトラマンタロウ ミュージックファイル（1995年3月、バップ）

## 著書
- 今日から吹けるやさしいトランペット（1984年5月）
- 今日から吹けるやさしいクラリネット（1984年6月）
- 今日から吹けるやさしいサクソフォーン（1984年7月）
- トランペットの基本からアドリブまで（1990年1月）
- 新しい楽典の知識（1992年3月）
- 今日から吹けるやさしいフルート（1997年11月、龍吟社／リズムエコーズ）
- やさしいポップス・フルートの吹き方（1997年11月、龍吟社／リズムエコーズ）
- 初心者にもわかりやすい! アド・リブの方法と理論 -アド・リブの考え方からフレーズの作り方まで（1998年12月）
- 初心者のためのやさしいアドリブ・フレーズの作り方（2001年3月）
- 今日から吹けるやさしいトランペット（コルネット） -初めて楽器を持つ人のために（2002年9月）
- 今日から吹けるやさしいフルート -初めて楽器を持つ人のために（2002年10月）
- 初心者にもよくわかるやさしいジャズ・コード -しくみとやさしい理論（2002年12月、龍吟社）

## その他
『ウルトラマンタロウ』主題歌は作曲・編曲共に川口真の単独名義となっているが、実際は日暮もシンセアレンジという形で関わっている。